# Ghost (software)
Ghost, wat staat voor General Hardware-Oriented Software Transfer, is een programma van Symantec om de inhoud van harde schijven te klonen. Het programma werd op 24 juni 1998 overgenomen van de originele producent, Binary Research, uit Auckland, Nieuw-Zeeland. Ghost lanceerde de markt voor schijfkloningssoftware.

## Versies
Vanaf versie 3.1 (1997) kunnen individuele partities gekloond worden. Tot dan was enkel het klonen van volledige harde schijven ondersteund. Ghost kon een schijf of partitie klonen naar een andere schijf of partitie, of naar een bestand. De kloon kon later teruggezet worden op een tweede schijf in dezelfde machine, op een ander toestel verbonden met een parallelle kabel of netwerk, op een netwerkschijf of op een tape.
Versie 4.0 voegde multicasttechnologie toe in navolging van concurrent ImageCast. Multicasting maakt het mogelijk om één enkele image simultaan naar meerdere computers over een lokaal netwerk te sturen zonder het netwerk meer te belasten dan met het versturen van een image naar één enkele computer.
Deze versie introduceerde ook Ghost Explorer, waarmee er door een image gebladerd kon worden en individuele bestanden opgehaald konden worden. Later werden de mogelijkheden van Ghost Explorer uitgebreid om bestanden toe te voegen of te verwijderen. Eerst was dit enkel mogelijk voor het FAT-bestandssysteem (DOS), later ook voor ext2 en ext3 (Unix). Uit images, gebaseerd op NTFS (bestandssysteem van Windows NT en latere versies), konden enkel bestanden opgehaald worden. Bewerking van de images was echter niet mogelijk. Ghost Explorer kon images van vorige versies behandelen, maar deed dit traag.
Versie 5.0 werkte in 386 protected mode (32 bit) en gebruikte een grafische gebruikersinterface. Gdisk, een scriptomgeving om partities te beheren, vervoegde de groeiende suite van Ghost-programma's in 1998. Het programma is vergelijkbaar met fdisk, maar heeft meer mogelijkheden.
Ghost 6.0 (2000) bevatte een console-toepassing om het beheer van grote aantallen toestellen te beheren. Ghost Console liet een systeembeheerder toe een toestel op afstand te vernieuwen.
Als een DOS-programma vereiste Ghost dat een Windowsmachine herstart moest worden in een DOS-omgeving. Ghost 6.0 had een afzonderlijke DOS-partitie nodig wanneer Ghost Console gebruikt werd. Ghost 7.5 (2002) maakte daarentegen een 'Virtuele partitie' aan - een DOS-partitie die feitelijk als een bestand fungeerde binnen een normaal Windows-bestandssysteem. Dit vergemakkelijkte merkbaar het systeembeheer. Ghost 7.5 kon ook images schrijven naar cd-r, later naar dvd.
Ghost 2003, een consumentenversie van Ghost, bevat geen console, maar heeft een Windowsvenster om de Ghost-handelingen te scripten. Het toestel moest nog steeds herstarten met de 'Virtuele partitie', maar de gebruiker ziet de DOS-omgeving niet meer.
Ghost 8.0 bevat een alleenstaand programma, ghost32.exe, dat rechtstreeks onder Windows uitgevoerd wordt. Het is zeer geschikt voor opstartmedia, zoals BartPE's opstart-cd. De zakelijke versie ondersteunt Unicast, Multicast en peer-to-peeroverdrachten via TCP/IP. Ghost 8.0 laat ook toe om een image op te slaan op of te lezen van een NTFS-bestandssysteem, hoewel NTFS normaal niet bereikbaar is door een DOS-programma.
In 2004 hernoemde Symantec de Enterprise-versie van Ghost Symantec Ghost™ Solution Suite 1.0 (Ghost 8.2), waardoor het verschil tussen de consumentenversie en de zakelijke versie duidelijker werd. Dit werd later nog versterkt in februari 2006, met het uitbrengen van Norton Save And Restore (soms werd het etiket Norton Backup And Restore gebruikt), een alleenstaande toepassing gebaseerd op Ghost 10.0. In de toekomst wordt de Ghost-naam enkel nog gebruikt voor de zakelijke versies.
Ghost Solution Suite 1.1 (Ghost 8.3) werd uitgebracht in december 2005. Een aantal nieuwe mogelijkheden zijn de ondersteuning van multi-terabyte, meer productiemogelijkheden en het maken van een universele opstartschijf. Ghost Solution Suite is een bundel van een bijgewerkte versie van Ghost, Symantec Client Migration (om de gegevens en instellingen van een gebruiker te kopiëren) en DeployCenter (voorheen een gelijkaardig product van PowerQuest, gebruikt PQI-image).
Norton Save And Restore 1.0, uitgebracht in februari 2006, is de hernoemde consumentenversie. Het is een uitbreiding van 10.0, door de toevoeging van de mogelijkheid om een reservekopie van individuele bestanden te maken, of deze te herstellen.
Ghost Solution Suite 2.0 (Ghost 11.0) werd uitgebracht in november 2006. Deze versie heeft een aantal sterke verbeteringen, zoals opties die het bewerken van NTFS-images mogelijk maken. Deze versie ondersteunt tevens Windows Vista, x64-versies van Windows en schijven gebaseerd op GPT (GUID Partition Table). De software ondersteunt EFI-schijven (Extensible Firmware Interface) nog niet ten volle.
Ghost Solution Suite 2.5 (Ghost 11.5) werd uitgebracht in mei 2008 en heeft weer een aantal nieuwe mogelijkheden zoals "DeployAnywhere", imageformaten voor o.a. PowerQwest en VMware, ondersteuning voor logische volumes en het uitvoeren van ghost32 of ghost64 in een actieve omgeving (Hot Imaging). In de "Ghost boot wizard" is de Windows-PE versie verbeterd met een beter stuurprogramma-pakket.
Op 6 januari 2010 werd de laatste update, versie 11.5.1.2266, uitgebracht. Deze kan via liveupdate worden opgehaald en heeft als enige toevoeging de ondersteuning voor Windows 7 en Windows Server 2008 R2.

## Versiegeschiedenis
| Binary Research-versie | Datum            |
| ---------------------- | ---------------- |
| Ghost 2.03             | 1 januari 1997   |
| Ghost 3.1              | 26 juni 1997     |
| Ghost 4.0              | 3 december 1997  |
| Ghost 5.0              | 21 april 1998    |
| Ghost 6.01             | 22 oktober 1999  |
| Ghost 6.50             | 1 september 2000 |
| Ghost 7.0              | 6 april 2001     |
| Ghost 7.5              | 11 december 2001 |

| Symantec Ghost-versie (zakelijk)                            | Datum             |
| ----------------------------------------------------------- | ----------------- |
| Ghost 6.5 Enterprise Edition                                | 18 september 2000 |
| Ghost 7.0 Enterprise Edition                                | 19 april 2001     |
| Ghost 7.5 Corporate Edition                                 | 15 januari 2002   |
| Ghost 8.0 Corporate Edition                                 | 20 oktober 2003   |
| Ghost Solution Suite 1.0 met Ghost 8.2                      | 15 november 2004  |
| Ghost Solution Suite 1.1 met Ghost 8.3                      | 12 december 2005  |
| Ghost Solution Suite 2.0 met Ghost 11.0                     | 1 november 2006   |
| Ghost Solution Suite 2.5 met Ghost 11.5                     | 1 mei 2008        |
| Norton Ghost-versie (consument)                             | Datum             |
| Ghost 5.1 Personal Edition                                  | 13 juli 1999      |
| Ghost 2000 Personal Edition                                 | 2 augustus 1999   |
| Ghost 2001                                                  | 28 september 2000 |
| Ghost 2002                                                  | 5 september 2001  |
| Ghost 2003                                                  | 27 augustus 2002  |
| Ghost 9.0 bevat Ghost 2003                                  | 2 augustus 2004   |
| Ghost 10.0 bevat Ghost 2003                                 | 13 september 2005 |
| Save & Restore Ghost 10.0 plus bestand back-up en herzetten | 27 februari 2006  |